# Hamza Humo
Hamza Humo (30. prosince 1895 Mostar, Bosna a Hercegovina – 19. ledna 1970 Sarajevo, Socialistická federativní republika Jugoslávie) byl bosenskohercegovský novinář a spisovatel bosňáckého původu.

## Život
V rodném Mostaru vystudoval mekteb, základní školu a gymnázium. Po vypuknutí první světové války roku 1914 byl společně s dalšími mostarskými mladíky pro protistátní postoje internován v uherském Aradu, o rok později byl donucen narukovat do rakousko-uherské armády. Do konce války působil jako písař ve vojenské nemocnici v uherském Rábu. Po skončení bojů se vrátil do Mostaru, kde konečně složil maturitní zkoušku (1919). Na vysokoškolská studia dějin umění se zapsal v Záhřebu, jistý čas ale studijně pobýval i ve Vídni a Bělehradě.
V letech 1923–1924 redigoval sarajevský časopis Zabavnik a nato mezi lety 1927 a 1931 vedl muslimský časopis Gajret (Úsilí), tiskový orgán stejnojmenného podpůrného spolku. Před druhou světovou válkou spolupracoval i s bělehradským listem Politika (1937–1941). Období války prožil v obci Cim u Mostaru. Po změně režimu v letech 1945–1946 v Sarajevu redigoval muslimský časopis Novo doba (Nová doba), pak se stal redaktorem v Radiu Sarajevo, založeném roku 1945, a nakonec od roku 1946 působil jako první ředitel Galerie umění (od 1969 Umělecká galerie Bosny a Hercegoviny). Na tomto
Avdo se oženil s chorvatskou pianistkou Ankou Ivačić (1903–1962), která od roku 1931 do války vyučovala v gymnáziu v Sarajevu, nato krátce roku 1945 v Mostaru a nakonec od roku 1947 do své smrti na Střední hudební škole v Sarajevu.
Jeho synovec Avdo Humo (1914–1983) byl významným představitelem komunistického partyzánského hnutí a po druhé světové válce dlouhá léta vykonával vysoké politické funkce.
Na motivy Humova románu Adem Čabrić byl roku 1982 uveden televizní seriál pod názvem Kože (Kůže).

## Dílo
- Nutarnji život (Vnitřní život, Mostar 1919), sbírka básní
- Strasti (Vášně, Beograd 1923), povídky
- Grad rima i ritmova (Město rýmů a rytmů, Beograd 1924 a Sarajevo 1975), sbírka básní
- Sa ploča istočnih (Z ploch východních, Beograd 1925), sbírka básní
- Grozdanin kikot (Grozdanin chechot, Beograd 1927, Sarajevo 1953, 1956, 1958, 1962, 1983, 1984, 1989, 1991, 1998, 1999 a 2015), německy: Trunkener Sommer (Berlin 1958, Frankfurt a/M 1961 a 1962, Dortmund 1968, Sarajevo 1987), italsky: La stagione dell'amore (Sarajevo 2008)

- Pod žrvnjem vremena (Pod náporem času, Sarajevo 1928), povídky
- Od prelaza na Islam do novih vidika (Od přechodu na islám k novým horizontům, Sarajevo 1928), úvaha
- Slučaj Raba slikara (Případ malíře Raba, Sarajevo 1930), novely
- Pripovijetke (Povídky, Beograd 1932), povídky
- Ljubav na periferiji (Láska z periferie, Beograd 1936), povídky
- Zgrada na ruševinama (Stavba na troskách, Beograd 1939), román
- Za Tita (Pro Tita, Sarajevo 1946), báseň
- Pjesme (Básně, Sarajevo 1946), sbírka básní
- Hasan opančar (Švec Hasan, Sarajevo 1947)
- Adem Čabrić (Adem Čabrić, Sarajevo 1947 a 1951)
- Poema o Mostaru (Poéma o Mostaru, Sarajevo 1949)
- Tri svijeta (Tři světy, Sarajevo 1951), drama
- Perišićeva ljubav (Perišićova láska, Sarajevo 1952), povídky
- Izabrane pjesme (Vybrané básně, Sarajevo 1954 a 1968), sbírka básní
- Hadžijin mač (Hadžijův meč, Sarajevo 1955, 1964 a 1967), povídky
- Sabrana djela. Knjiga I–VI. (Sebrané spisy, Sarajevo 1976)
- Jablan do neba (Topol do nebe, Sarajevo 1980), sbírka básní
- Izbor iz djela (Výbor z díla, Sarajevo 1982